# Deutsche Schützenjugend
Die Deutsche Schützenjugend (DSJ) ist die Jugendorganisation des Deutschen Schützenbundes.

## Aufbau und Organisation
Die Jugenden aller 20 Mitgliedsverbände des Deutschen Schützenbundes und die Mitarbeiter im Jugendbereich bilden die Deutsche Schützenjugend.
Ihr gehören rund 221.000 Jugendliche bis zum Alter von 26 Jahren an, die in etwa 14.000 Vereinen organisiert sind.
Die Deutsche Schützenjugend führt und verwaltet sich im Rahmen der Satzung des DSB.
Das oberste Organ ist die Jugend-Delegiertenversammlung, die alle zwei Jahre einberufen wird. Sie wählt alle vier Jahre den Jugendvorstand und alle zwei Jahre die vier Bundesjugendsprecher.
Jährlich findet ein Jugendtag statt. Weitere Organe sind der Jugendausschuss, mit den Jugendleitern der Landesverbände, und der Jugendvorstand, der aus sieben gewählten Mitgliedern besteht. Gemeinsam arbeiten diese Gremien zum Wohl aller Schießsport treibenden Jugendlichen zusammen.

## Ziele
Die Jugendarbeit im Schießsport ist durch gesellschaftliche und sportliche Vielfalt, Mitbestimmung, Mitgestaltung und Mitverantwortung sowie durch Spaß und Kreativität gekennzeichnet.
Die Ziele der DSJ sind unter anderem:
- zur Persönlichkeitsbildung der jungen Menschen beitragen,
- die Fähigkeiten zu sozialem Verhalten entwickeln und anregen,
- Förderung des Schießsports für Behinderte,
- sozial benachteiligte Jugendliche fördern,
- Kooperationen mit Schulen,
- Sport treibende Jugendliche zum gesellschaftlichen Engagement anregen und
- in ihnen die Bereitschaft zur internationalen Verständigung durch Begegnungen und Wettkämpfe mit anderen Nationen zu wecken

Diese Ziele sind in der Jugendordnung des DSJ verankert.
Auf überfachlichen Ebenen, zum Beispiel bei der Deutschen Sportjugend, vertritt die Schützenjugend die Interessen der Schießsport treibenden Jugendlichen.

### Sportliche Aufgaben der DSJ
Im sportlichen Bereich sichert die Schützenjugend die Nachwuchsförderung bereits seit 1955 mit zahlreichen Wettkämpfen auf nationaler Ebene.
Im internationalen Bereich findet ein reger Austausch mit jungen französischen und polnischen Schützen im jährlichen Wechsel statt. Daneben wird die Teilnahme des Juniorenkaders an internationalen Wettkämpfen und Meisterschaften gesichert und jedes Frühjahr ist der Deutsche Schützenbund Ausrichter des weltbekannten Junioren IWK in Suhl.
Von den Juniorenbundestrainern und ihren Assistenten werden die entsprechenden Kader trainiert und auf Wettkämpfe und den Sprung in die Erwachsenen-Nationalmannschaft vorbereitet.

## Mitbestimmung Jugendlicher in der DSJ
Die Jugendlichen werden mithilfe von verschiedenen Ämtern in die Arbeit der Vereine eingebunden.
Der Jugendsprecher beispielsweise wurde für eine „friedliche“ und erfolgreiche Zusammenarbeit zwischen Erwachsenen und den Jugendlichen geschaffen. Doch er hat noch mehr Aufgaben: Zum einen ist der Jugendsprecher die Kontaktperson zwischen Jugendlichen und Erwachsenen und kann somit die Interessen, Vorstellungen, Ideen, Meinungen oder Probleme der Jugendlichen gegenüber den Erwachsenen vertreten und durchsetzen. Zum anderen hilft ihm sein Engagement sich selbst weiterzuentwickeln, denn mit jeder neuen Aktion sammelt er Erfahrungen, die er in allen Bereichen des Lebens anwenden kann.
Die Bundesjugendsprecher arbeiten immer in einem Team von drei Mitgliedern, eine männliche und eine weibliche Person muss sich immer in diesem Team befinden. Alle drei Bundesjugendsprecher sind mit Sitz und Stimme im Jugendvorstand vertreten, um die Interessen der Jugendlichen direkt vortragen zu können. Sie setzen, neben ihrer Meinungs- und Stimmberechtigung im Jugendvorstand, auch Projekte speziell für Jugendliche und deren Jugendsprecher um.

## Lehrgangsangebote der DSJ
Die DSJ bietet mehrere Aus- und Fortbildungsmaßnahmen rund um die sportliche und überfachliche Jugendarbeit an.
Beispielsweise die S-Lizenz, die speziell für das Training mit Kindern unter 12 Jahren entwickelt worden ist.
Die Anwerber der S-Lizenz, angehende Trainer, lernen in Lehrgängen die wachstumsbedingten Besonderheiten ihrer Jugendlichen genau kennen, wissen, worauf sie beim Umgang mit den schweren Sportgeräten achten müssen, wie die koordinativen Fähigkeiten der Kleinen gezielt geschult werden und wie die Jüngsten spielerisch an das Schießen herangeführt werden können.
Vermittelt wird auch, wie man mit Hilfe des Schießsports die Konzentrationsfähigkeit der Kinder fördert und wie man sie über längere Zeit bei Laune und beim Schießsport hält.

## Soziales Engagement
Neben ihrer Aufgabe als sportliche Jugendorganisation hat sich die Deutsche Schützenjugend seit 1998 auch zum Ziel gesetzt, sozial benachteiligten Kindern und Jugendlichen zu helfen.
Getreu dem Vereinsmotto, „wir sind jung und gesund und haben die Kraft anderen zu helfen“, setzen setzt der Verein diese ein, um unter anderem Spenden für unterstützenswürdige Einrichtungen zu sammeln.